# Die Gespenstersonate
Die Gespenstersonate (schwedisch Spöksonaten) ist ein Kammerspiel von Johan August Strindberg. Die Uraufführung fand 21. Januar 1908 im Intima teatern statt, das Strindberg im Jahr zuvor zusammen mit dem Schauspieler August Falck gegründet hatte. Die Uraufführung fiel durch, die deutsche Erstaufführung (eigentlich Uraufführung) fand mit der sensationellen Inszenierung von Otto Falckenberg im Jahr 1915 an den Münchener Kammerspielen statt. 
Das Stück wurde erst vier Jahre nach dem Tod des Autors durch die spektakuläre Berliner Inszenierung von Max Reinhardt im Jahr 1916 zum Erfolg.

## Handlung
Die Handlung spielt in einem alten Haus, in dem sich eine Essensgesellschaft einfindet, die seit vielen Jahren wie Geister in ihren erfundenen Geschichten gefangen sind, die sie benötigen, um ihre Fassade nach außen aufrechtzuerhalten. Hauptpersonen sind der Hausherr, der vorgibt ein adliger Oberst zu sein, seine Gattin, die schon zu Lebzeiten wie eine wandelnde Mumie umhergeht, ihre Tochter, die in Wirklichkeit die Tochter von Direktor Hummel, dem Alten, ist, und ein armer Student, der sich in die Tochter verliebt. Im Verlauf des Stückes sterben einige der Figuren. Der Student bleibt am Ende desillusioniert zurück.
Strindberg war ein Bewunderer Beethovens und übertrug die Sonatenform der Kammermusik auf das Drama. Er fügte seiner „literarischen Sonate“ sogar eine Opuszahl hinzu. Strindberg: „Wir wollten sie so nennen nach Beethovens Gespenstersonate und dem Gespenstertrio, also nicht Spuk-Sonate.“

## Vertonungen
Der Berliner Komponist Aribert Reimann wählte Spöksonaten als Grundlage für seine Oper Die Gespenstersonate, die 1984 in Berlin uraufgeführt wurde.

## Hörspiele
- 1926:  Gespenstersonate – Produktion: Südwestdeutscher Rundfunkdienst AG (SÜWRAG)
 Erstsendung: 20. September 1926 – Livesendung ohne Aufzeichnung
 Regie und Sprecher: Nicht angegeben.
- 1927: Gespenstersonate – Produktion: Nordische Rundfunk AG (NORAG);
 Kommentar und Regie: Hans Flesch.
 Erstsendung: 17. Januar 1927 – Livesendung ohne Aufzeichnung
 Sprecher:
  - Konrad Gebhardt: Direktor Hummel/Der Student Archenholz
  - Karl Pündter: Der Oberst
  - Leontine Sagan: Die Mumie, die Frau des Obersten
  - Maria Lorenz: Seine Tochter
  - Hans Freundt: Johannssen, Diener Hummels
  - John Walter: Bengston, Bedienter des Obersten
  - Edith Scholz: Die Köchin

## Sekundärliteratur
- Egil Törnqvist: Strindberg's Ghost Sonata. Amsterdam University Press, Amsterdam 2000, ISBN 90-5356-435-7 (oapen.org).